# Millennium-Brücke (Podgorica)
Die Millennium-Brücke (montenegrinisch Мост Миленијум Most Milenijum) ist eine Schrägseilbrücke in Podgorica, Montenegro. Die 173 Meter lange Brücke über die Morača verbindet die Straße 13. Jula mit dem Bulevar Ivana Crnojevića. Sie wurde am 13. Juli 2005, dem Nationalfeiertag Montenegros, eröffnet und gilt als Symbol des Aufschwungs im Land und ist zum Wahrzeichen der Hauptstadt geworden.
Die Millennium-Brücke wurde vom slowenischen Ingenieurbüro Ponting und Mladen Ulicevic, Professor an der Universität Montenegro konstruiert. Sie besteht aus einem 57 hohen Pylon und der 24,2 Meter breiten Fahrbahnplatte, welche mit zwölf Schrägseilen am Pylon aufgehängt ist. Die Verankerung des Pylons am Gegengewicht erfolgt mit weiteren 24 Schrägseilen. Die Brücke weist in jeder Richtung zwei Fahrspuren und auf beiden Seiten einen Bürgersteig auf. Sie verbindet das Stadtzentrum westlich der Morača mit dem neuen Stadtteil östlich davon und entlastet die beiden bestehenden Straßenbrücken.
Der Bau der Millennium-Brücke erfolgte durch ein Konsortium, das aus dem slowenischen Bauunternehmen Primorje, der österreichischen Alpine-Mayreder und der französischen Freyssinet für die Schrägseile bestand. Die Errichtung erfolgte im Taktschiebeverfahren. Der Bau kostete 7 Millionen Euro.